# Franz Dauer

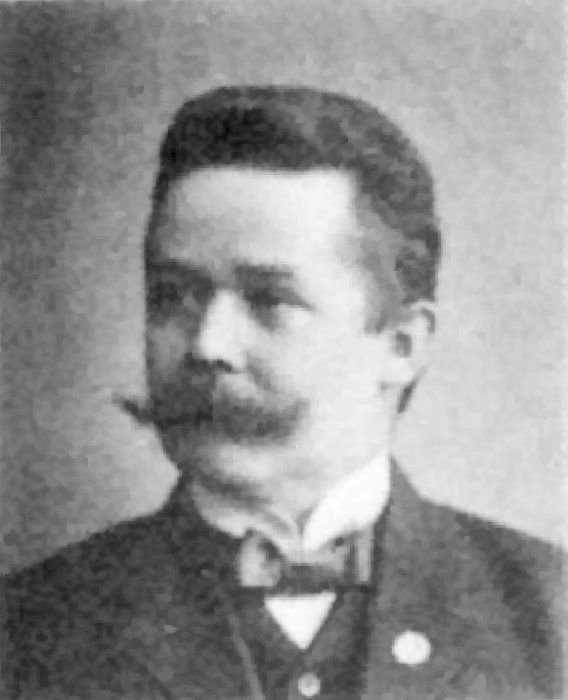
Franz Dauer

Franz Xaver Dauer (* 8. August 1873 in Weinberg; † 13. August 1937 in München) war ein deutscher Eisenbahner und Politiker (BVP).

## Leben und Wirken
Dauer besuchte von 1880 bis 1887 die Volksschulen in Weinberg und Herrieden. Danach arbeitete er abwechselnd als Landwirt und als Eisenbahner. 1893 bis 1895 gehörte er dem 12. Bayerischen Infanterieregiment in Neu-Ulm an. Von 1895 bis 1899 arbeitete er in der Eisenbahnwerkstätte München, danach wurde er Beamter beim Bayerischen Eisenbahnverband. 1902 wurde er Schriftleiter der Zeitschrift Der Eisenbahner. 
Von 1907 bis 1911 gehörte er dem Bayerischen Landtag an. Von Oktober 1914 bis zum Mai 1916 nahm er als Angehöriger des Landsturmbataillons Passau II am Ersten Weltkrieg teil. 1916 wurde er zum Generalsekretär des Bayerischen Eisenbahnverbandes berufen. 
In der Weimarer Republik gehörte Dauer zunächst – von 1918 bis 1920 – wieder dem Bayerischen Landtag. Von Juli bis Oktober 1919 amtierte er zudem als Politischer Staatsrat im Bayerischen Ministerium für Verkehrsangelegenheiten. Von 1920 bis 1928 gehörte er für die Bayerische Volkspartei (BVP) dem Berliner Reichstag an, in dem er den Wahlkreis 23 (Niederbayern-Oberpfalz) repräsentierte. Dauer fiel darüber hinaus als Verfasser mehrerer Broschüren auf, in denen er sich mit sozialpolitischen und gewerkschaftlichen Themen auseinandersetzte.